# بروس لی: نفرین اژدها
نفرین اژدها (به انگلیسی Bruce Lee: The Curse of the Dragon) نام فیلمی است دربارهٔ زندگی بروس لی که در سال ۱۹۹۳ ساخته و پخش شد.

## با حضور
- چاک نوریس
- کریم عبدالجبار
- براندون لی
- دان اینوسانتو
- جیمز کابورن
- لیندا لی کالدول